# Vinculum amoris est idem velle
Vinculum amoris est idem velle (cfr. Seneca, De ira, 3, 34) è una locuzione latina che significa "Il vero vincolo d'amore sta nel concorde volere".